# Bloch MB.200
Bloch MB.200 byl francouzský bombardér 30. let 20. století navržený a vyrobený společností Société des avions Marcel Bloch. Jednalo se o dvoumotorový hornoplošník s pevným podvozkem. Pro francouzské letectvo bylo postaveno více než 200 strojů MB.200 a byl licenčně vyráběn i v Československu. Letoun byl brzy zastaralý a na počátku 2. světové války byl z velké části vyřazen ze služby.

## Vývoj a popis
Bloch MB.200 byl navržen v reakci na poptávku z roku 1932 na nový denní i noční bombardér pro francouzské letectvo. Tyto podmínky byly několikrát změněny, ale Marcel Bloch se jim vždy dokázal přizpůsobit. I díky tomu byla jeho konstrukce nakonec vybrána. Další výhodou bylo, že letoun byl konstrukčně a výrobně jednoduchý a tudíž se očekávala rychlá sériová výroba.
Letoun byl hornoplošník celokovové konstrukce s trupem obdélníkového průřezu, poháněný dvojicí hvězdicových motorů Gnome-Rhône 14K s levotočivým a pravotočivým chodem. Letoun měl nezatahovatelný podvozek s ocasním kolem a uzavřený kokpit pro piloty. Obranné kulomety byly umístěny ve střeleckých věžích na přídi, hřbetě a břiše letounu. Letoun měl v trupu osm komor pro letecké pumy, do kterých mohly být zavěšeny pumy do hmotnosti 100 kg. Dalších šest závěsů pro pumy se nacházelo pod trupem, na které mohly být umístěny bomby o hmotnosti 50, 100, 200 a 500 kg. Na křídlo mohlo být zavěšeno až 10 osvětlovacích bomb o hmotnosti 10 kg.
Letoun byl charakteristický nejen hranatým tvarem trupu, ale i liniemi vnějších výztuh, které pokrývaly nejen trup a křídlo, ale i motorové gondoly a kryty kol.
První prototyp zalétala posádka Zacharie Heu a Jean Lapeyre 26. června 1933 na letišti ve Villacoublay. Letoun zdaleka nedosahoval požadované rychlosti, ale francouzské letectvo se rozhodlo tuto skutečnost tolerovat. Jako jeden z vítězných návrhů byl letoun objednán v počtu 25 kusů 1. ledna 1934 u společnosti Potez, dalším vybraným letounem byl větší Farman F.221. první sériový stroj vzlétl 27. září 1934. Letouny vstoupily do služby na konci téhož roku. Následovaly další objednávky a nakonec bylo letouny MB.200-BN4 (Bombardier de Nuit - Quadriplace) do konce roku 1935 vybaveno 12 francouzských perutí. Ve Francii bylo vyrobeno 208 letounů a to převážně v licenci u jiných výrobců (4× Bloch, 19x Breguet, 19x Loire, 45x Hanriot, 10x SNCASO a 111x Potez v Méaulte.
Letouny MB.200 byly výrobně jednoduché a poměrně spolehlivé stroje, ale v překotném vývoji vojenských letounů těsně před vypuknutím 2. světové války velice rychle zastarávaly. K jejich hlavním nedostatkům patřila nízká rychlost, nedostatečná obranná výzbroj a slabý výkon motorů, který způsoboval, že letoun se neudržel ve vzduchu pouze s jedním motorem v chodu.

## Operační historie

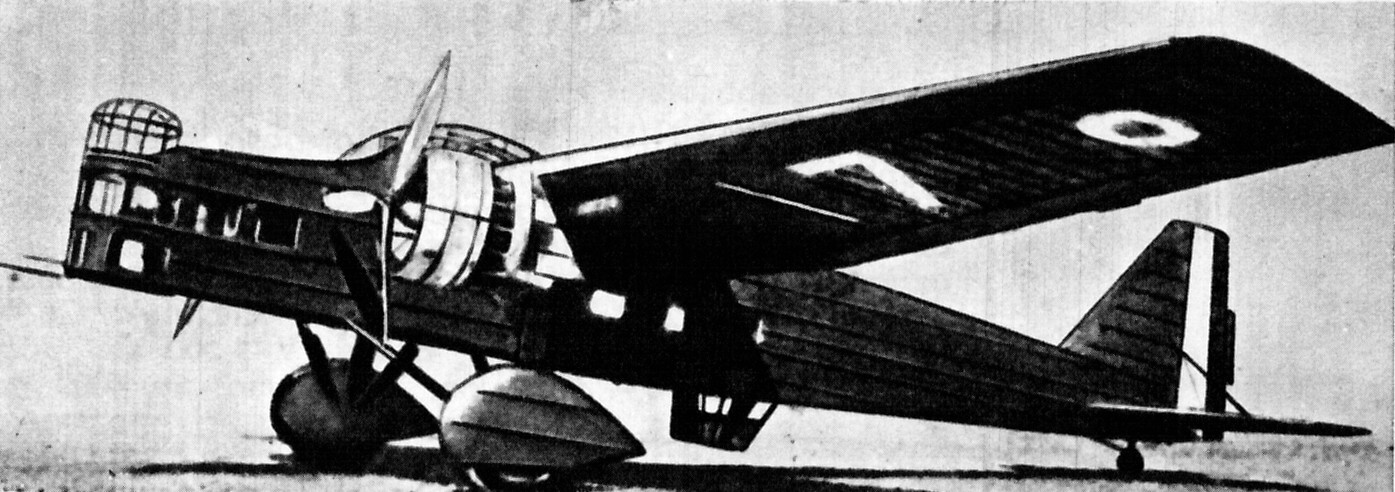
Bloch MB.200

Uprostřed 30. let 20. století si Československo zvolilo letoun MB.200 jako součást modernizace svých leteckých sil. Ačkoliv byl vývoj letounu právě ukončen, velice rychle zastarával. Přesto se Československo z nedostatku času rozhodlo pro licenční výrobu těchto strojů, která probíhala v závodech Aero a Avia. Československé letouny, které v mnoha detailech nebyly zcela shodné s francouzskými stroji, nesly označení Aero MB-200. Po obsazení Československa nacistickým Německem přešly tyto stroje k Luftwaffe. Poslední tři z nich se nacházely ještě na výrobní lince.
V době vypuknutí 2. světové války měla Francie k dispozici 92 strojů MB.200 v sedmi bombardovacích perutích (Groupe de Bombardement I/25, I/31, II/31, I/32, II/32, I/39 a II/61), které by však při případném střetnutí s nepřítelem měly jen mizivou naději na úspěch. Vyplývalo to i ze zkušeností z nasazení 4 strojů dodaných v roce 1936 republikánům do Španělska. První dva stroje byly dodány vládní straně z Francie vzdušnou cestou 20. srpna 1936, další dva následovaly v demontovaném stavu. Proto v době napadení Francie v roce 1940 sloužily tyto letouny již jen u školních jednotek.
Po československých letounech získalo nacistické Německo v roce 1940 i některé stroje francouzské. U Luftwaffe tyto stroje sloužily jen k výcviku a již v roce 1940 začaly být vyřazovány. Některé z těchto letounů byly předány do Bulharska pod přezdívkou Buchal , ustašovského Chorvatska a Rumunska. Vichistická Francie použila zbývající letouny MB.200 proti Spojencům při tažení v Sýrii v roce 1941, přičemž podnikly alespoň jeden denní nálet proti britským plavidlům.

## Varianty

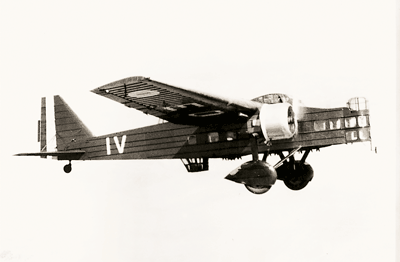
Bloch MB.200

MB.200.01
První prototyp letounu s pohonem dvou dvouhvězdicových čtrnáctiválcových motorů Gnome-Rhône 14Krsd po 566 kW.
MB.200-BN4
Hlavní sériová verze letounu.
MB.201
Letoun s dvojicí motorů Hispano-Suiza 12Ybrs.
MB.202
Letoun s čtveřicí motorů Gnome-Rhône 7Kdrs.
MB.203
Letoun s dvojicí dieselových motorů Clerget 14F.
Aero MB-200
Licenčně vyráběné letouny v Československu.

## Specifikace (MB.200-BN4)
Technické údaje pocházejí z publikace „Letadla 1939-45: Stíhací a bombardovací letadla Francie a Polska“.

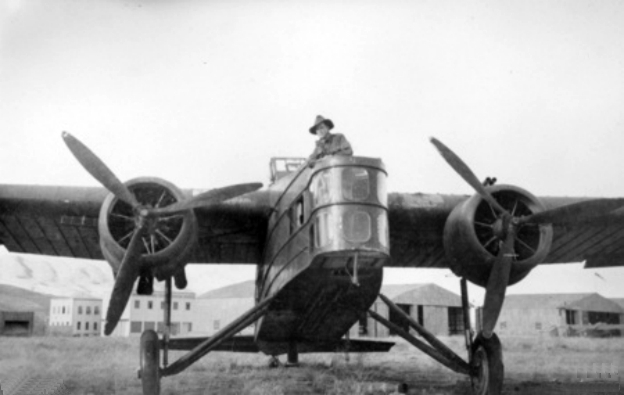
Bloch MB.200, Rayak, 1941

### Technické údaje
- Posádka: 4
- Rozpětí: 22,45 m
- Délka: 16,00 m
- Výška: 3,92 m
- Nosná plocha: 67,00 m²
- Plošné zatížení: 121 kg/m²
- Prázdná hmotnost: 4 195 kg
- Max. vzletová hmotnost : 8 100 kg
- Pohonná jednotka: 2x hvězdicový motor Gnome-Rhône 14Krsd a později Gnome-Rhône 14Kirs/Krjs
- Výkon pohonné jednotky: 770 k (566 kW) a později 900 k (662 kW) s motory GR 14Kirs/Krjs

### Výkony
- Cestovní rychlost: 215 km/h ve výšce 3 500 m
- Maximální rychlost: 295 km/h ve výšce 4 300 m
- Dolet: 1 000 km
- Dostup: 8 000 m (26 200 stop)
- Stoupavost: 260 m/min

### Výzbroj
- 3x kulomet MAC 1934 ráže 7,5 mm (po jednom na každém obranném místě)
- 1 200 kg bomb později s motory GR 14Kirs/Krjs 1 400 kg bomb

## Uživatelé
Bulharsko

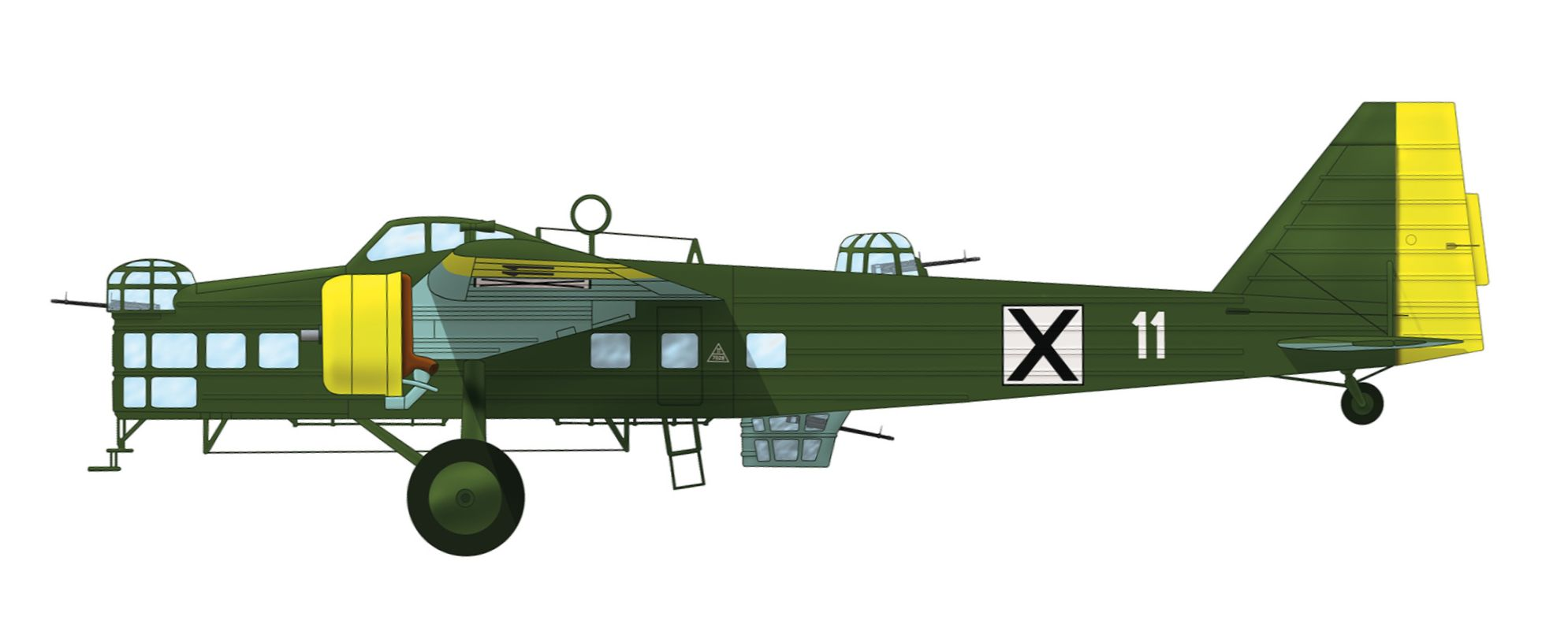
Na podzim 1939 prodali Němci 12 MB.200 do Bulharska, kde dostaly jméno Buchal (výr). V roce 1940 byly zařazeny ke školní letce 5. bombardovací skupiny. Na kresbě Aero MB.200 s výsostným označením používaným od roku 1941

- Bulharské letectvo získalo v roce 1939 bývalé československé letouny (12 kusů) MB-200, které používalo k výcviku posádek.[8]

 Československo
- Československé letectvo používalo licenčně vyráběné letouny Aero MB-200.

 Francie
- Francouzské letectvo – hlavní uživatel letounů.

 Chorvatsko
- Letectvo Nezávislého státu Chorvatsko obdrželo kořistní stroje od Německa.[1]

 Německo
- Luftwaffe používala ukořistěné stroje.

 Rumunsko
- Rumunské letectvo obdrželo kořistní stroje od Německa.[1](25 kusů)

 Slovenský stát
- Letectvo Slovenského státu provozovalo jeden letoun, který zůstal na území Slovenska po vzniku Protektorátu Čechy a Morava.[9]

 Španělsko
- Španělské republikánské letectvo obdrželo v roce 1936 čtyři stroje.[1]